# 暉明邨
暉明邨（英語：Fai Ming Estate）是香港房屋委員會轄下的一個公共屋邨，項目編號為NR03，位於香港新界粉嶺暉明路10號，鄰近畫眉山，項目原為「粉嶺第49區公共房屋發展計劃建造工程」，由2座住宅樓宇組成，原預計於2020年2月落成，管理公司為佳富物業服務有限公司。此邨由房屋署總建築師（2）作整體設計及由李景勳、雷煥庭建築師有限公司作詳細設計，由有利建築承建。
2020年1月下旬，香港政府為應對2019冠狀病毒病疫情，在未有事前諮詢居民和區議員下，將該處改為禁閉式檢疫設施。同月26日，兩座樓宇的大堂都被縱火，部份屋邨設施受損。

## 命名
暉明邨之名源於屋邨所在的暉明路，該路為暉明邨的唯一出入通道。暉明路是根據當地以「明」字（或其諧音字「鳴」）為第二字作為道路名稱的傳統，源於粉嶺南最早落成的新市鎮發展項目華明邨，「華明」也已成為區內居民慣用的通俗地名。

## 歷史
暉明邨位於箕勒仔與北大刀屻東邊餘脈之間的山谷，原為畫眉山村附近的農田，1990年代末香港政府在該山谷發展昌盛苑和雍盛苑，同時預留了山谷最深處的一塊面積僅0.82公頃的小型土地作未來興建政府或社區設施之用，平整後暫時劃作綠化帶。
2010年後，香港基層住房問題日趨緊張，基層市民對公屋需求殷切，香港政府於2011年決定將該土地改劃為興建公共房屋之用。由於該土地面積細小，房屋署原本初步構思興建一座約33層高並提供約700個住宅單位的單幢式公屋大廈；而當時初步構思的樓宇型號為非標準設計大廈（T字型）樓宇。其後，生態調查評估發現該地具相當高的生態價值，更曾發現「大蹄蝠」等珍貴的蝙蝠品種，評估報告建議若在該地建屋，必須採取紓緩措施，包括屋邨西南面山谷只能種植植物而不能建築，既有下水道沿線不可打樁等，房屋署最終決定在屋邨西面建設附有自然教育徑的休憩公園。
至2014年，房屋署經過詳細勘察後，發現其計劃地盤範圍有部份地方因岩土問題不宜打樁，隨後房屋署改變計劃，改為興建兩座面積較小的大廈，避開地質不佳的部份，並在該部份改為興建一個單層的屋邨平台，而由於2012年上任的香港特區第四屆政府增加發展地積比以提升房屋供應量，房屋署重新設計的方案反而比原計劃增加了238個單位，包含一座高達41層和一座18層的大廈，鄰近的雍盛苑的業主立案法團對此亦沒有異議，不過亦有意見擔心兩座大廈高矮懸殊會使屋邨整體外觀或顯突兀。隨後房屋署按此計劃開始動工。
然而粉嶺第49區公共屋邨的建造工程可謂「一波三折」。至2016年底，因地理條件複雜，加上人手問題，中國建築工程（香港）有限公司所承辦的地基工程出現延誤，預計將導致屋邨落成時間延遲至少半年，香港房屋委員會投標小組委員會最終於2017年初決定為該屋邨地基工程重新招標，並按合約對中國建築工程（香港）有限公司進行罰款，並對其作出暫停投標的行政處罰。

## 屋邨資料

### 樓宇
| 樓宇名稱（座號） | 樓宇類型                | 落成年份 | 樓宇層數     | 每層伙數 | 單位數目 | 建築師                                             | 承建商   | 提供升降機的廠商 |
| ---------------- | ----------------------- | -------- | ------------ | -------- | -------- | -------------------------------------------------- | -------- | ---------------- |
| 昇暉樓（第1座）  | 非標準設計大廈 （長型） | 2020年   | 40（1-39樓） | 21       | 819      | 房屋署總建築師（2）、 李景勳、雷煥庭建築師有限公司 | 有利建築 | 通力             |
| 泰暉樓（第2座）  | 非標準設計大廈 （長型） | 2020年   | 21（1-20樓） | 7        | 133      | 房屋署總建築師（2）、 李景勳、雷煥庭建築師有限公司 | 有利建築 | 通力             |

### 設施
- 泊車位（22個私家車泊位、2個貨車泊位、2個卸貨泊位和63個單車泊位）
- 便利店
- 兒童遊樂場
- 棋枱
- 乒乓球枱
- 多用途活動室
- 設有自然教育徑，約2000平方呎的休憩公園

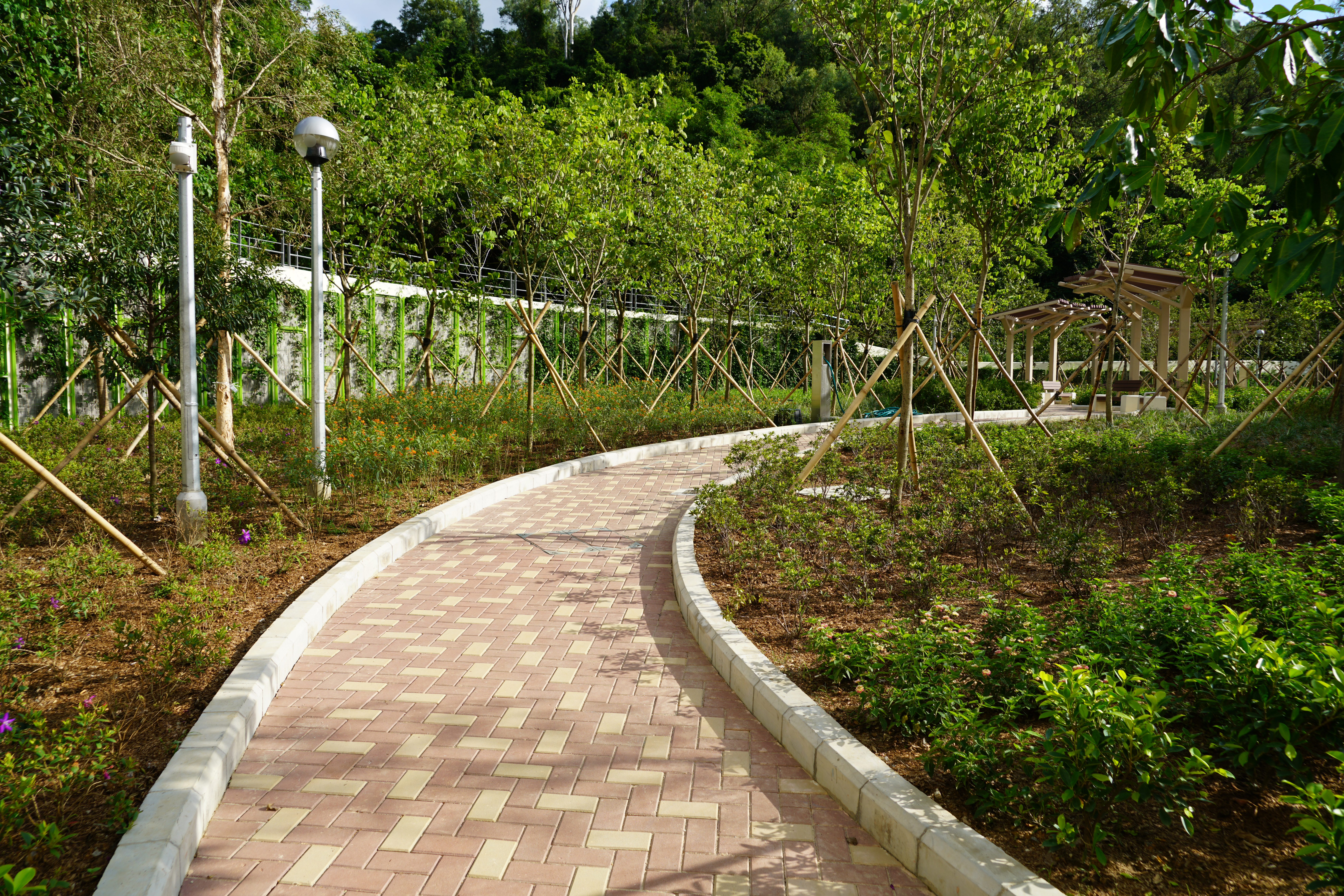
自然教育徑
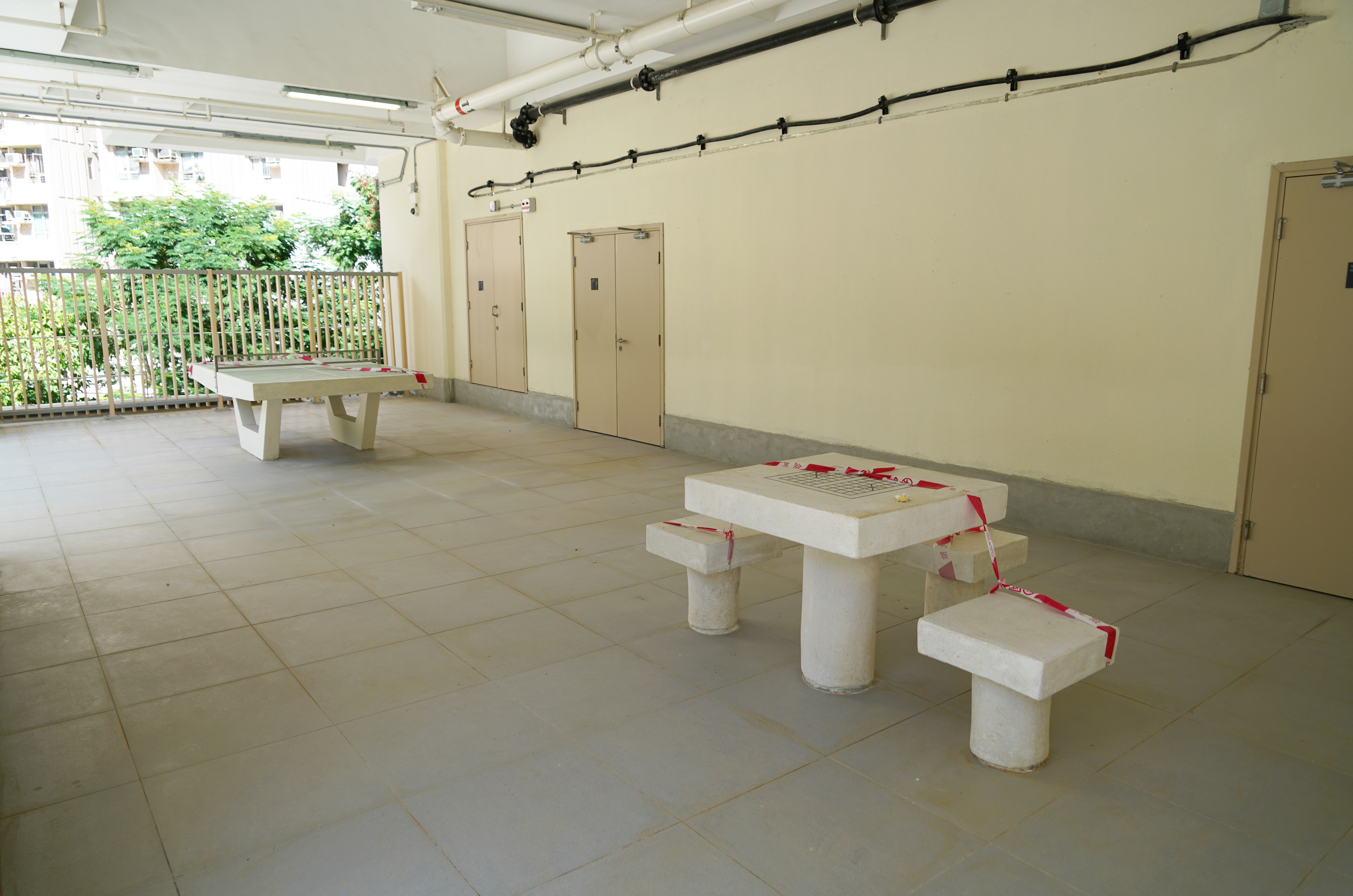
乒乓球及棋枱
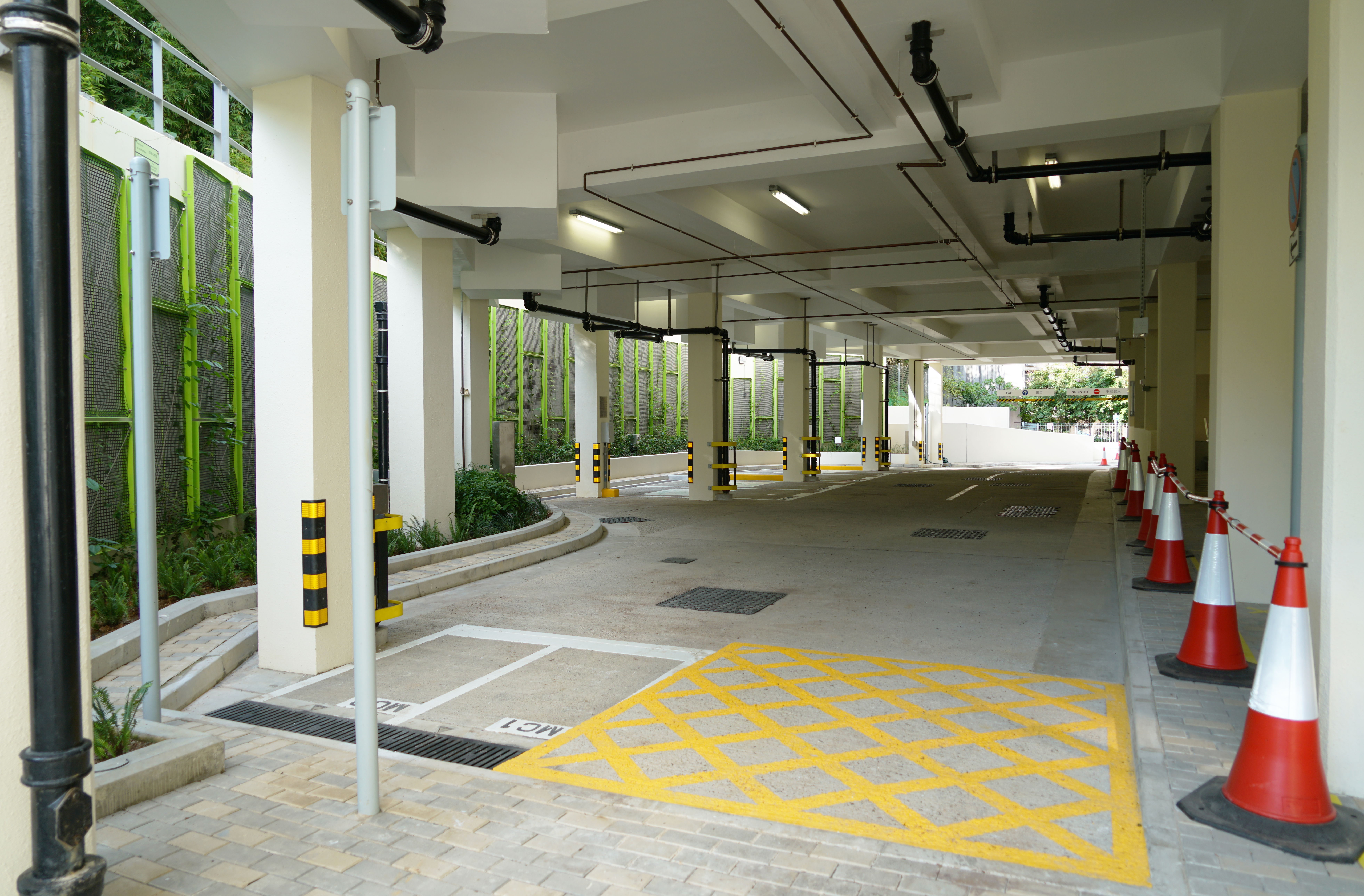
停車場
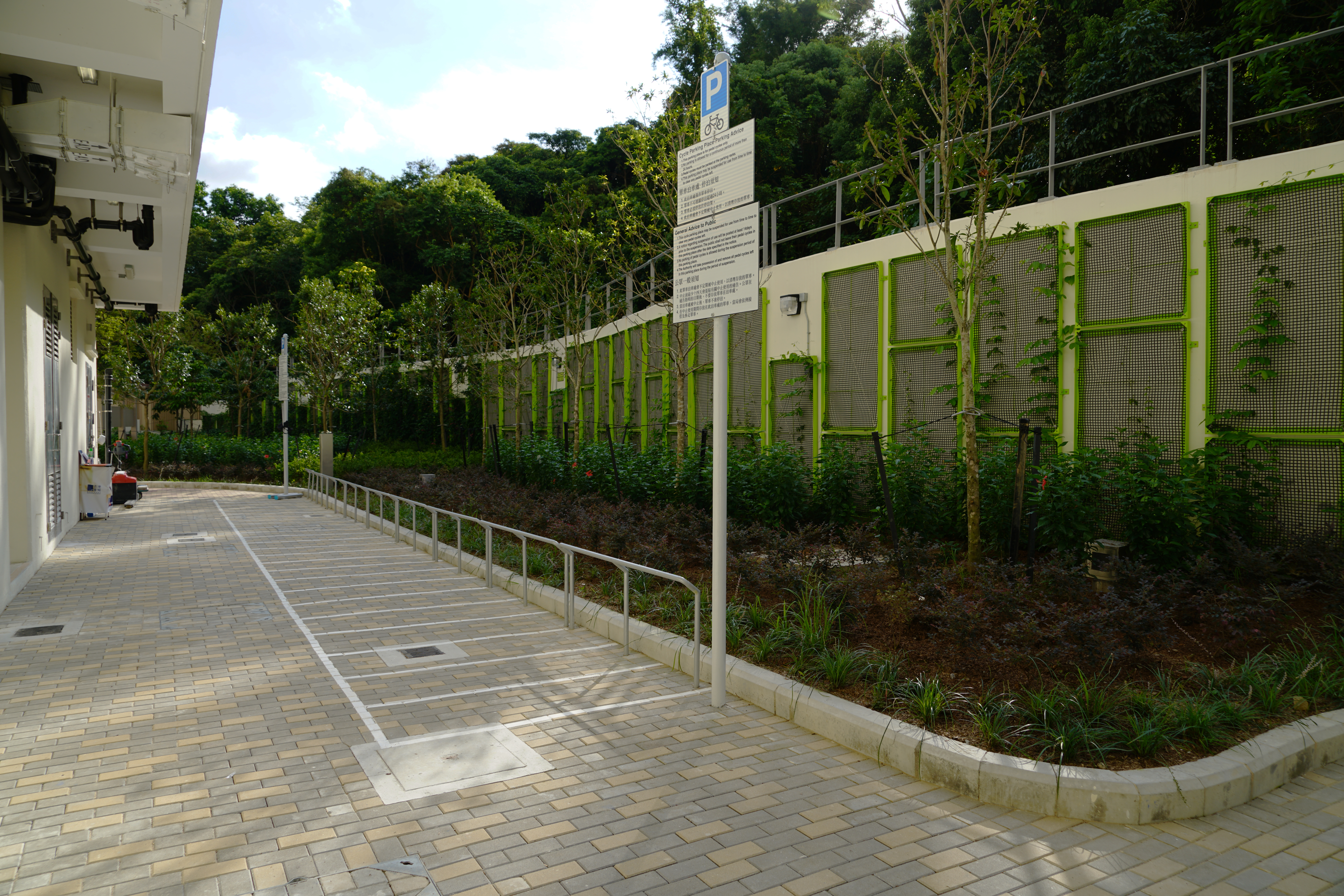
單車停泊處
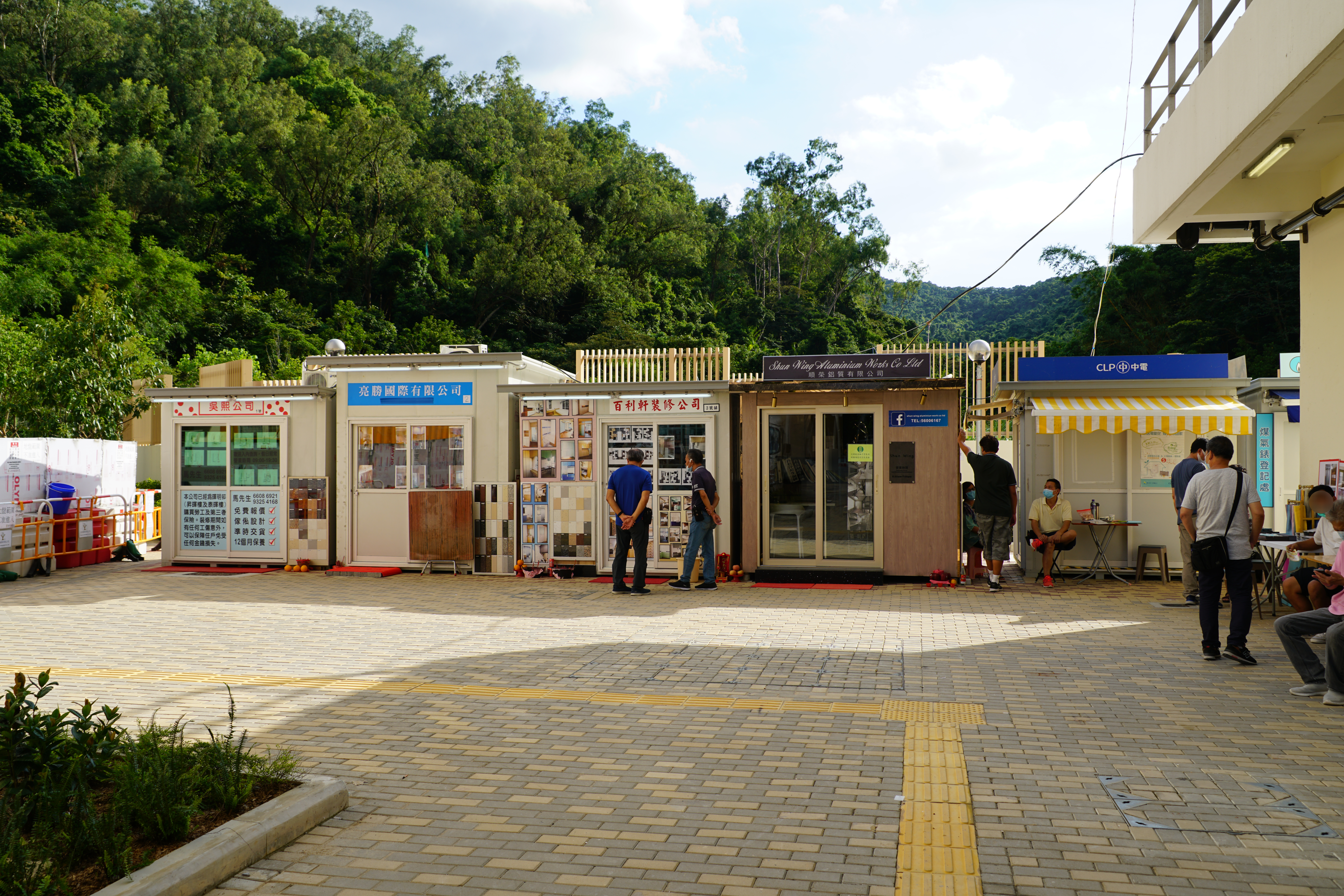
裝修承辦商（入伙初期運作）

## 興建期間的圖片庫

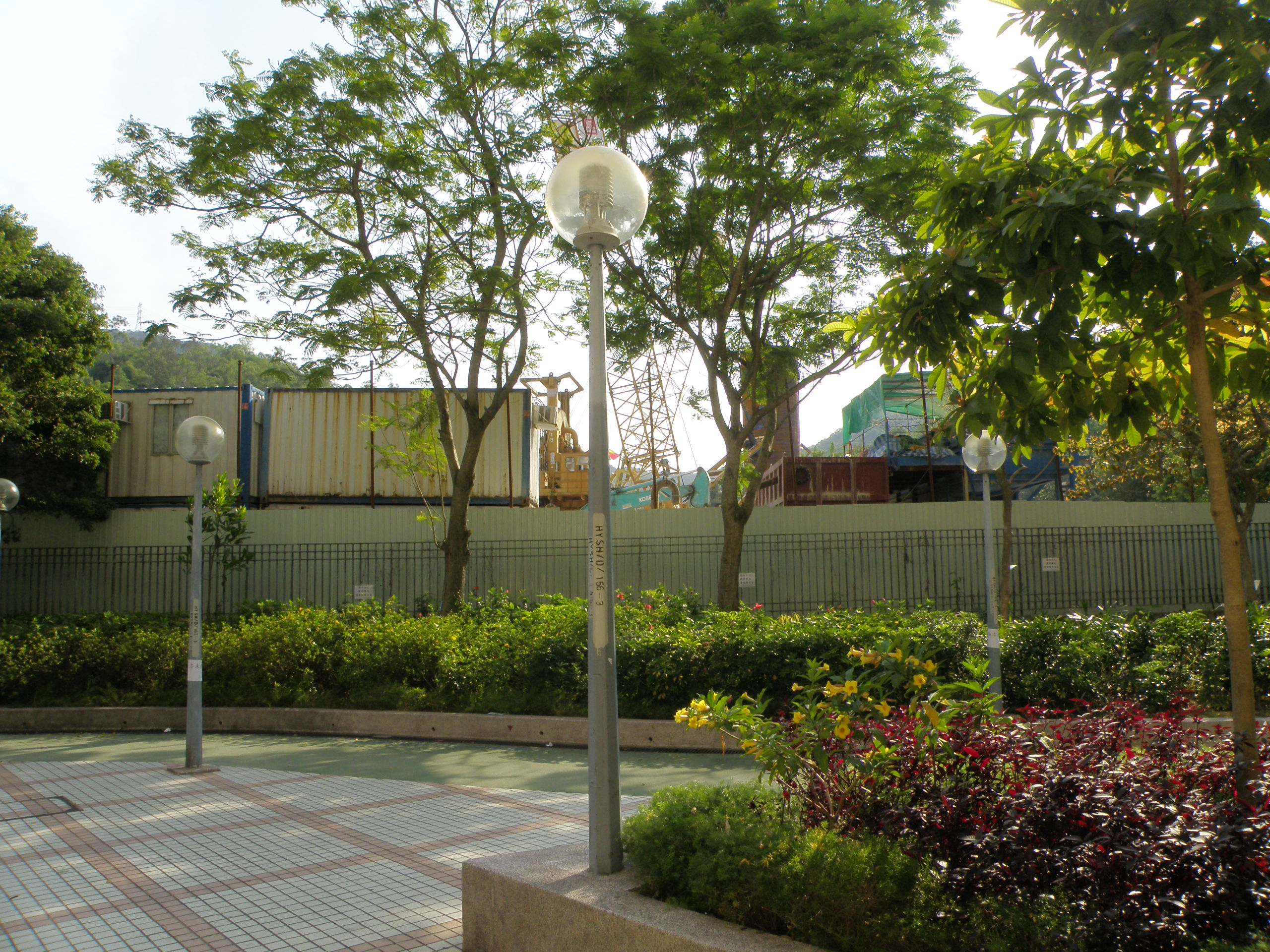
2015年4月
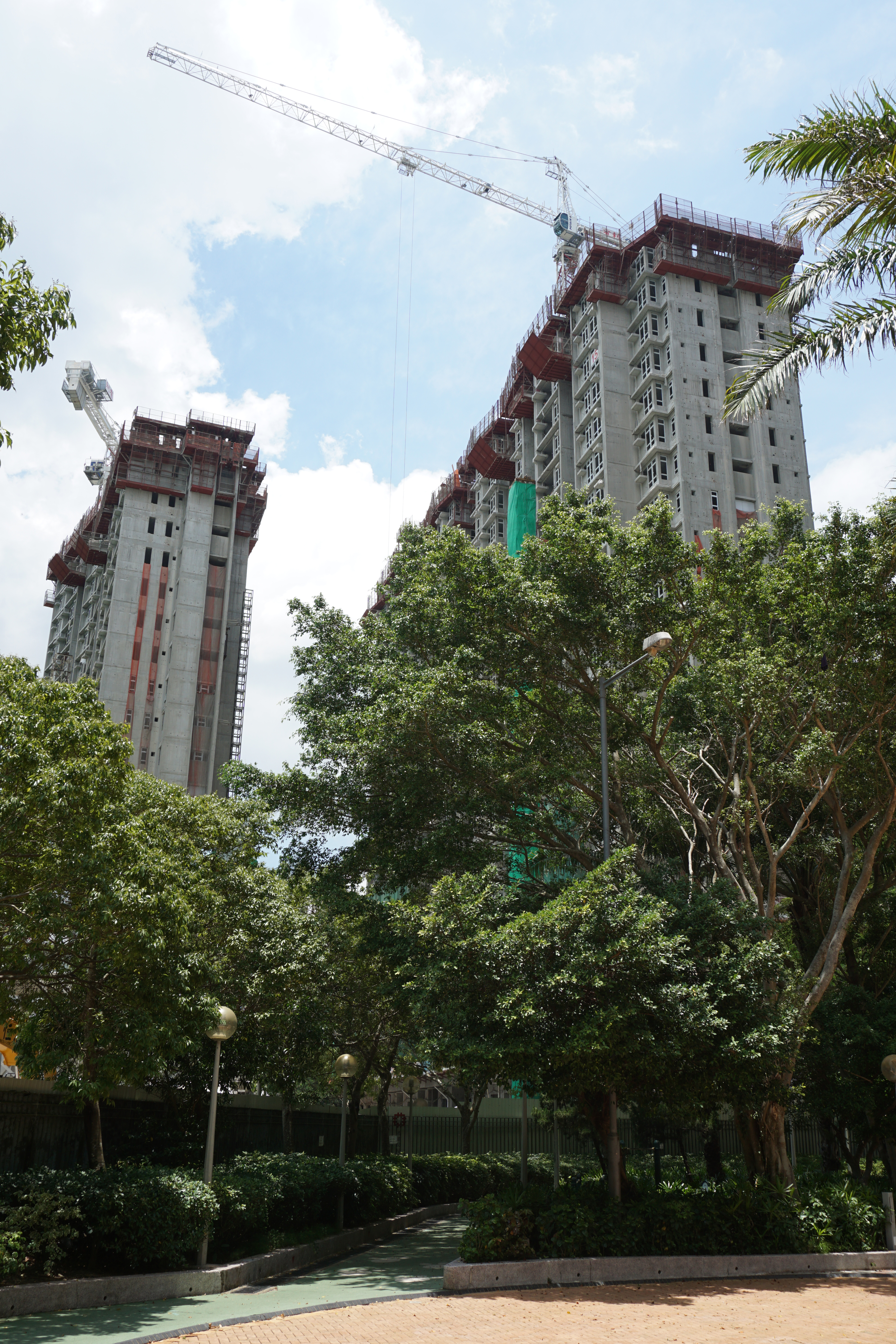
2018年5月
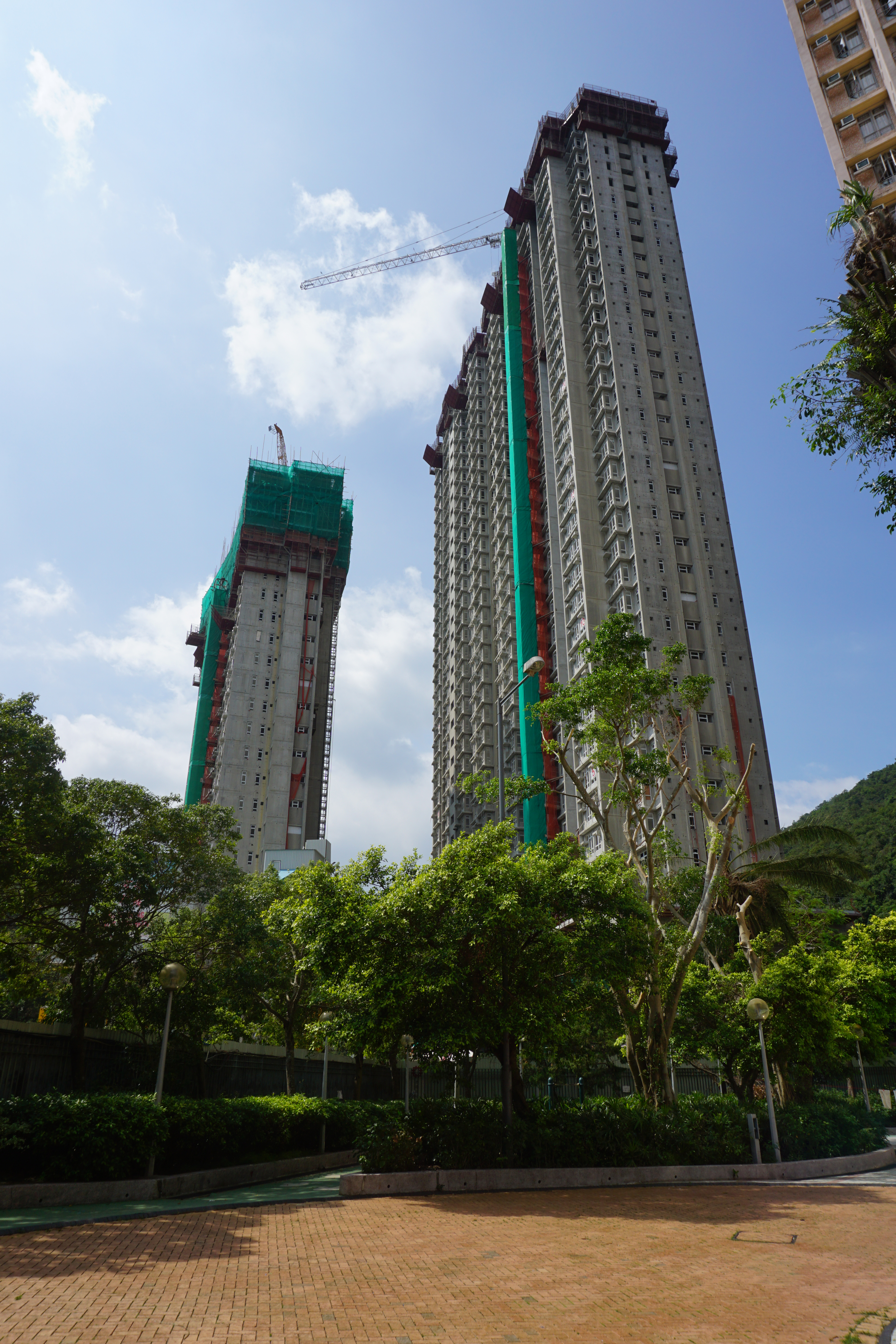
2018年10月

## 軼聞
- 暉明邨落成後，將會取代雍盛苑和華明邨，成為距離和合石墳場最近的屋苑，直線距離不到200米，不過暉明邨面向的是用以安葬殉職公務員的浩園和安葬因見義勇為而犧牲的香港市民的景仰園，故此墳墓數量較少，環境相對優美，公眾墳場部份位於較高處，距離屋邨亦較遠。
- 原地基工程承建商中國建築工程（香港）有限公司曾憑暉明邨（當時稱為「粉嶺第49區公屋」）基礎工程獲得由職業安全健康局頒發的第十五屆香港職業安全健康大獎「指差呼稱大獎」（Pointing and Calling Award）銅獎[13]。

## 争议

### 原擬被征用为隔离营及相关冲突
2020年1月，為針對2019新型冠狀病毒香港疫情，政府在事前未有諮詢居民和區議員下，將該處改為隔離營。結果引起附近居民強烈不滿，以水馬，磚塊及單車等雜物堵塞屋邨入口，其後更遭人投擲汽油彈到屋邨大堂縱火。最後警方到附近的雍盛苑、昌盛苑、華明邨追捕，11人被捕。到1月28日，政府宣布撤回「暉明邨作為隔離區安排」。而房委會在2月發表的文件指，預計最少需時6至8個月才完成復修及驗收，入伙時間亦因而延後，約有670名接受預配暉明邨的公屋申請者受影響。
政府當局表示一直加緊對暉明邨進行復修工作，當中昇暉樓的進度較為理想，約於七月下旬開始陸續入伙。至於泰暉樓，由於破壞非常嚴重，需要較長時間進行復修工作，於2020年12月入伙。

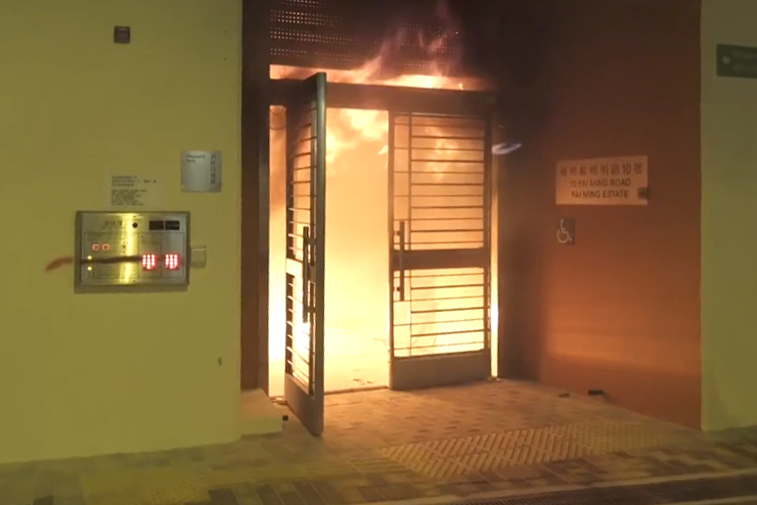
2020年1月26日暉明邨衝突期間，有人投擲汽油彈到屋邨大堂縱火
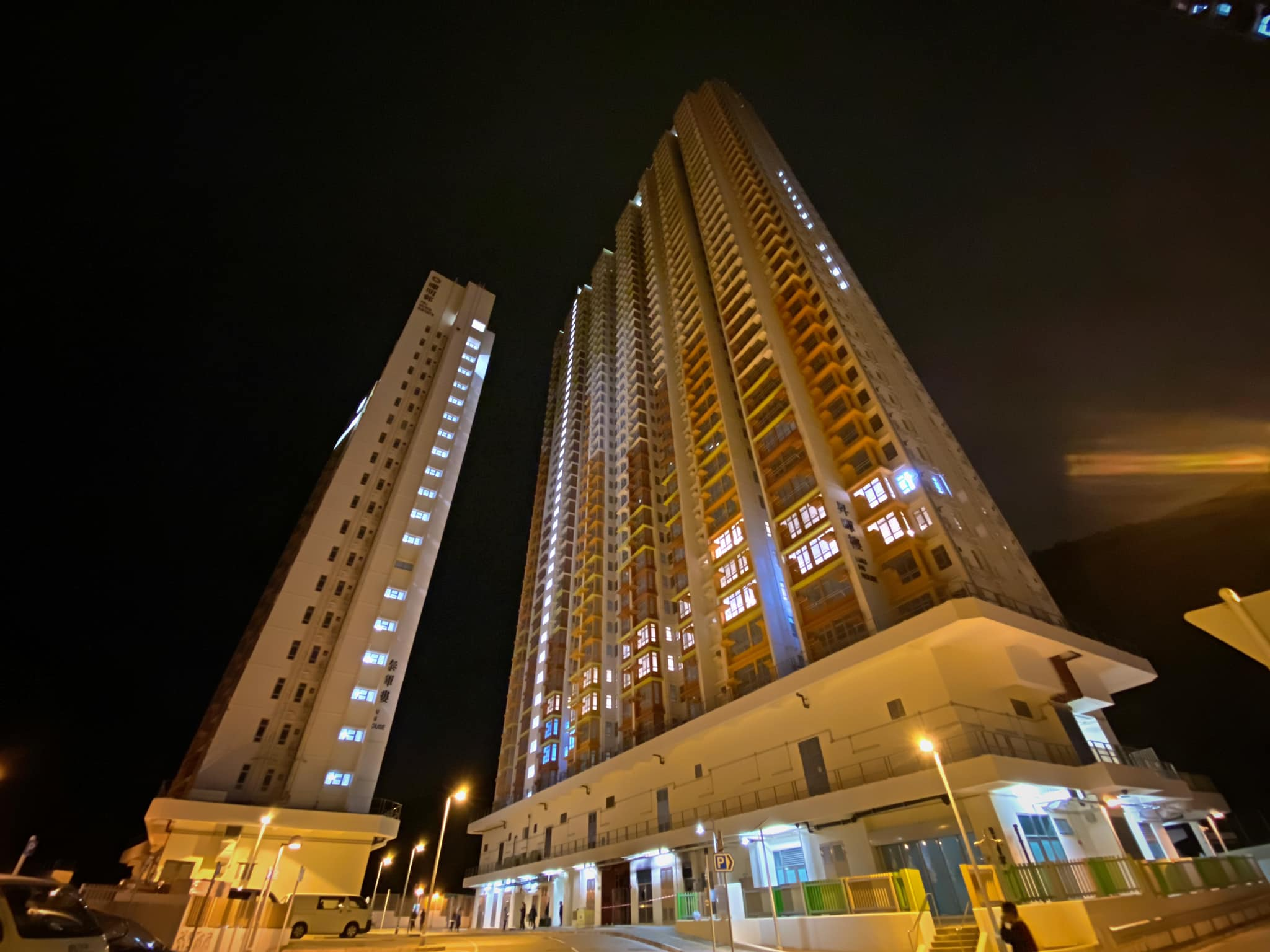
暉明邨泰暉樓與昇暉樓（2020年1月）

## 外部連結
- 房委會物業位置及資料 暉明邨 （页面存档备份，存于）